# 凱瑟琳普萊斯 (密蘇里州)
凱瑟琳普萊斯（英語：Catherine Place）是位於美國密蘇里州麥迪遜縣的非建制地區。

## 地理
凱瑟琳普萊斯所處的海拔為高於海平面236米（即774英呎），而該地所採用的時區為UTC-6，即北美中部時區（CST）。同時該地設有夏令時間，為UTC-6調快一小時，即UTC-5（CDT）。